# Двадесет и шести пехотен пернишки полк
Двадесет и шести пехотен пернишки полк е български пехотен полк, формиран през 1900 година и взел участие в Балканската (1913), Междусъюзническата (1913) и Първата световна война (1915 – 1918).

## Формиране
Двадесет и шести пехотен пернишки полк е формиран през 1900 г. в Радомир под името Втори пехотен резервен полк съгласно указ №9 от 1 януари 1899 година в състав четири пехотни и една погранична рота. Командир на полка е подполковник Генев. Съгласно указ № 84 от 1903 година полкът се развръща от една в две дружини и се преименува на 26-и и пехотен пернишки полк. От 1 януари 1905 г. командир на полка е полковник Иванов.

## Балкански войни (1912 – 1913)
На 22 септември 1912 г. 26- и пехотен Пернишки полк е развърнат в пълния си военновременен състав от 65 офицери и 6680 войника. Командир е полковник Атила Зафиров. Полкът е със следната структура:
- Четири пехотни дружини
- Картечна рота
- Нестроеви взвод

Мобилизираните войници са от населените места на Софийска, Радомирска и Трънска околии. Полкът действа в състава на Седма пехотна рилска дивизия. При заминаването си за района на гр. Кюстендил за охрана на казармата е сформирана сборна дружина.
На 1 октомври 1912 г. щабът на полка се разполага в гр. Кюстендил. На 9 октомври 3-та и 4-та дружини, картечната рота и придадена артилерия заемат позиция на връх „Повиен“ в Осоговската планина. На срещуположния връх „Црънковец“ е разположена планинска батарея на турците, в подножието му 3 табора пехота и конен ескадрон. Стражение се води до смрачаване на 10 октомври, като българските части са подложени на масиран обстрел от турската батарея. Възползвайки се от настъпилата тъмнина, командирът на 3-та дружина подполковник Пею Банов атакува на нож с 9-а и 11-а рота. Връх „Црънковец“ е овладян, в плен са взети две оръдия. Предприетата от турците контраатака е отблъсната, подполковник Банов е ранен и командването на позицията е поето от командира на 11-а рота капитан Никола Цончев. Изпратено е подкрепление в състав на две роти и картечен взвод. Престрелката продължава през цялата нощ, като турците получават подкрепление от три табора. На 11 октомври на връх „Црънковец“ заема позиция 9-а планинска батарея, която започва обстрел на турските части, а 1-ва дружина на полка е предислоцирана и в 15 ч. нашите части започват атака. В 22,30 ч. е превзет гр. Кочани. В битката полкът губи двама офицери и 32 войници, 97 са ранени. Турците губят над 60 убити, 2 оръдия, 6 катъра, голям брой пушки и снаряди.
На 19 октомври полкът напуска в ускорен марш гр. Кочани. На 22 октомври достига Струмица, на 25 октомври Дойран, на 27 октомври Кукуш, а на 28 октомври се разполага на лагер в покрайнините на Солун.
В края на ноември и началото на декември 1912 г. частите на Седма пехотна рилска дивизия с гръцки кораби е прехвърлена по море на Тракийския боен фронт. 26- и пехотен Пернишки полк е развърнат на бойната позиция при Булаир като резерв на дивизията. След отразяване от частите на дивизията започналата на 26 януари 1913 г. от две турски дивизии атака, полкът е въведен в бой и са контраатакувани турските части. Води боеве за с. Коджа чешме, с. Посус-кьой и с. Йолчук. На 15 март 1913 г. полкът заема позиции при Шаркьой.
По време на Междусъюзническата война (1913) Седма пехотна рилска дивизия е преместена на Македонското направление и заема позизии северно от Кочани. На 29 май 26- и полк се установява на бивак в района на с. Соколарци. На 9 май 1913 г. по заповед на командира на полка от състава на сборната дружина, охраняваща казармата в гр. Радомир, е сформирана 26 допълняюща рота, която поема охраната, а сборната дружина се попълва с личен състав и заминава за фронта.
На 17 юни 1913 г. започва Втората балканска война. Частите на Седма пехотна рилска дивизия настъпват срещу сръбската армия. 26- и пехотен Пернишки полк е на десния фланг на дивизията и атакува сръбските части по р. Злетовска с цел завземане на височината при с. Дренак. В 3,15 ч. на 17 юни атаката е започната, като до 8,30 ч. височината е заета от 2-ра дружина. Атаката е спряна от силно укрепени сръбски позиции. Завзели височината, 1, 3 и 4-та дружини и планинска батарея продължават към близката кота 550. След нейното заемане към 19 ч. 3-та дружина се придвижва отново към Дренак, където 2-ра дружина изнемогва под непрекъснат обстрел, но отбива две неприятелски атаки. На 18 юни в 3 ч. сърбите започват нова атака на връх „Дренак“, подкрепяни от седем артилерийски батареи, които унищожават нашата артилерия – остава само едно оръдие. Към 9 ч. дружините са останали с по-малко от една четвърт от личния си състав. Убити са комадирите на 8-а рота подпоручик Александър Ризов и на 12-а рота подпоручик Недялков, ранени са командирите на 9-а и 10-а роти. В 12,10 ч. командирът на 2-ра дружина подполковник Атанасов заповядва напускане на височината. На съседната кота 550 положението е също катастрофално. От 1-ва дружина остават едва 200 войника! Останалите под непрекъснато засилващ се неприятелски пушечен и артилерийски огън се оттеглят в 14,30ч. В 15 ч. остатъците от полка се събират северно от с. Върбица, на левия бряг на р. Злетовска. В резултат на боевете на 17 и 18 юни полкът губи 6 офицери и 230 долни чинове убити, 1160 ранени, 622 безследно изчезнали.
На 19 юни 3-та и 4-та дружина заемат позиции в района на с. Бунеш, а 1-ва и 2-ра дружина усилени с картечната рота източно от с. Върбица. Сутринта на 20 юни сърбите преминават р. Злетовска и атакуват енергично участъка на с. Върбица. 2-ра дружина е подложена на масиран артилерийски огън, отблъсква две атаки на противника в състав три полка. Към 18 ч. сърбите се оттеглят зад реката. На 21 юни в 5 ч. сърбите подновяват атаката над 2-ра дружина, но са отблъснати. Противниковият артилерийския огън е пренесен върху съседните части от 14-и пехотен Македонски полк, които отстъпват. Под угрозата да бъдат обкръжени, частите на 26- и полк се оттеглят организирано към Калиманската позиция, където окончателно е спряно сръбското настъпление. Загубите на полка в боевете на 20 и 21 юни са 20 убити, 80 ранени и 18 безследно изчезнали. Спирането на сръбските войски дало възможност на други части от българската армия да предприемат контраатака и да обкръжат гръцката армия в района на Кресненското дефиле. 26- и пехотен Пернишки полк остава на позициите си до сключване на примирието на 18 юли 1913 г.
На 2 август 1913 г. 26- и пехотен Пернишки полк се завръща в казармите си в Радомир, от 28 август до 10 септември 1913 г. е демобилизиран. За 10-е месеца военни действия загубите са 767 убити и над 2200 ранени. Полкът остава в мирновременния си състав от две дружини. Командир на полка е полковник Джеров.

## Първа световна война (1915 – 1918)
Полкът взема участие в Първата световна война (1915 – 1918) в състава на 1-ва бригада от 7-а пехотна рилска дивизия. При намесата на България във войната полкът разполага със следния числен състав, добитък, обоз и въоръжение:
| Числен състав                                       | Добитък             | Обоз                                 | Въоръжение                           |
| --------------------------------------------------- | ------------------- | ------------------------------------ | ------------------------------------ |
| Офицери: 47 Чиновници: 4 Подофицери и войници: 3425 | Коне: 640 Волове: 6 | Обикновени коли: 6 Товарни коли: 478 | Пушки и карабини: 2920 Картечници: 4 |

На 15 октомври 1915 г. в гр. Радомир е сформирана 26-а допълваща дружина, която е резерв. Командир е майор Янков. Съставът е:
- Четири пехотни ударни роти
- Картечна рота

На 17 септември 1915 г. 3-та дружина с командир майор Сейко Николов поема охраната на границата от пост Коравци до пост Дръндарица. На 1 октомври в 4,30 ч. дружината започва бойни действия в състава на Седма пехотна рилска дивизия в направление Царево село-Повиен-Цера-Калиманци. На 9 октомври е овладян гр.Куманово. На 18 октомври на 3-та дружина, усилена с две картечници и конен взвод, е наредено да заеме връх „Попадия“ и да се укрепи на него. Височината е заета в 11 ч. Командирът на дружината проявява инициатива и продължава настъплението, като след двучасов бой разгромява противостоящата му сръбска дружина и разкъсва бойния ред на противника – сръбските войски на Соничка глава и Бабуна планина и френските части по р. Черна. До 2 ноември 1915 г. дружината води тежки боеве за запазване на позицията, с което допринася останалите части на Седма пехотна рилска дивизия да напреднат по десния бряг на р. Вардар. На 3 ноември 3-та дружина преминава в настъпление и заема гр. Прилеп. На 4 ноември дружината в състава на 2-ра бригада на дивизията настъпва в направление Фараш-Дебрище-Петрово-Смоковица и на 28 ноември завзема връх „Голаш“, където се укрепява. През декември 1915 г. се включва в състава на полка.
На 25 септември 1915 г. 26-и пехотен Пернишки полк без 3-та дружина пристига в гр. Трън. Задачата на полка е по левия фланг на дивизията да настъпи към стратегическите височини „Букова глава“ и „Панчин гроб“ с изходен пункт височината „Цветков гроб“. Атаката започва в 14 ч. на 3 октомври 1915 г. От 3 до 5 октомври силите на полка изтласкват противника от позициите му на „Букова глава“, „Панчин гроб“, кота 1685 и Клисурски пост. На 6 октомври в 9,45 ч. са атакувани сръбските позиции при Власинските ханове и кота 1250. От 9 до 15 октомври полкът води отбранителни боеве срещу превизхождащи го числено части на сръбската Моравска дивизия. Така полка подпомага офанзивните действия на Първа пехотна софийска дивизия, която на 14 октомври влиза в Пирот и заплашва левия фланг на Моравската дивизия. На 18 октомври 26 полк изтласква сърбите и заема техните позиции на „Шуин рид“. На следващия ден полкът е пред силно укрепената Чемеришка позиция. На 20 октомври в 19,30 ч. е предприета устремна нощна атака на основната за позицията височина „Голям Чемерик“, която е заета в 22 ч. В битката загубите за полка са 8 убити и 20 ранени, сръбските загуби са шест пъти по-големи.
До 22 октомври 1915 г. 26- и пехотен Пернишки полк последователно превзема Кушлин гроб, Плана, Църна Трава, Мали Чемерик. На 24 октомври е премината р. Морава при гара Гърделица, на 25 октомври частите на полка влизат в гр. Лесковъц. Преследвайки отстъпващите сръбски войски, на 29 октомври полкът влиза в гр. Враня. На 8 ноември е атакувана стратегическата кота 1250 в района на Паралово, която е превзета само с една атака.
Дезорганизираната, изпаднала в паника сръбска армия започва мъчителното си оттегляне през труднодостъпните, заснежени и негостоприемни Албански планини, изоставяйки всичкото си тежко въоръжение. На 11 ноември 26- и полк достига гара Липлян, където са пленени над 400 сръбски войници, 3 локомотива, 96 вагона, автомобил, хиляди сандъци с патрони и снаряди, няколко вагона с пушки, телефонни и телеграфни апарати, кабел и друго снаряжение. На 16 ноември полкът е в покрайнините на Скопие. На 22 ноември 1915 г. полкът е включен в състава на Седма пехотна рилска дивизия със задача да продължи настъплението към гр. Гевгели. На 27 ноември в 9 ч. полкът атакува кота 600 в Серменлийския балкан, заета от френски пехотен батальон, подсилен с две картечници. В 11,45 ч. французите панически напускат височината, като губят 23 убити, 23 ранени, 141 пленени, една картечница. На 3 декември 1915 г. полкът е разположен на бивак в района на село Серменина и село Бурлово със задача по укрепването и охраната на Серменлийската позиция.
От 30 януари 1916 г. 26- и пехотен Пернишки полк е в резерв на Седма пехотна рилска дивизия в района на с. Хърсово, с. Враня и с. Долно Спанчево. Личният състав е 60 офицери и 5084 долни чинове.
На 16 май 1916 г. за командир на полка е назначен полковник Иван Шкойнов. На 26 май 1916 г. 26- и пехотен Пернишки полк получава заповед да атакува кота 1255 в Рупелското дефиле, която е заета на 27 май. Полкът се укрепява около височината и я отбранява до август 1916 г. На 17 август 1916 г. на полка е заповядано да напредне между Църваришкото укрепление и Демирхисарските височини и да заеме кота 455. Това е постигнато в 12,30 ч. на 19 август. Полкът се придвижва още напред и на 23 август започва укрепване на позицията Орманли-Долен Чифлик-Баракли Джумая-Хазнатар, където остава до 30 септември 1916 г. На 3 октомври полкът с придадени 201-ва германска картечна рота и 2-ро планинско артилерийско отделение се установява на позиция Нихор-Календра-Топалово-Орманли-Просеник-Кюпрю-Кумли, където остава до края на войната. На 16 и 21 ноември 1916 г. позициите на полка са атакувани от числено превъзхождащи го английски части, на които са нанесени големи поражения, а позициите запазени.
На 1 януари 1917 за командир на полка е назначен подполковник Константин Георгиев.
На 15 април 1917 от четвъртите дружини на 13-и пехотен рилски, 14-и пехотен македонски и 26-и пехотен пернишки полк се формира 84-ти пехотен полк.
На 1 юли от в полка е сформирана 3-та позиционна картечна рота, а на 26 септември 4-та позиционна картечна рота. Двете роти заемат позиции в предния край на дивизията. На 1 октомври 1917 г. за командир на полка е назначен подполковник Михаил Донев, а от 1 декември командир е подполковник Апостол Константинов. На 1 януари 1918 г. е сформиран гранатохвъргачен взвод. На 15 април 1918 г. полкът разгромява английска противникова групировка в района на селата Кюпрю и Просеник. Убити са трима офицери и 180 войници, пленени са двама офицери и 146 войници.
На 1 август 1918 г. е предислоциран в гр. Радомир, където до 15 август 1918 г. е извършена демобилизацията му. По време на кампанията 1915 – 1918 г. полкът губи над 600 убити и повече от 1800 ранени. Полкът остава в съкратен състав:
- Три пехотни дружини
- Картечна рота
- Нестроева рота

## Между двете световни войни
През март 1919 г. на военен съд са предадени 23 войника от полка, отказали да стрелят срещу стачкуващи миньори в „Мини Перник“. На 10 септември 1919 г. полкът се разформирова от ликвидационна комисия. Командир е полковник Сарафов. От състава му се формира 3-та дружина на 13-и пехотен рилски полк. Дружината е в състав от четири пехотни роти.
На 11 октомври 1939 година съгласно лично поверително писмо № 1792 на 7-а дивизионна област полкът отново е формиран в Кюстендил. От 20 октомври до 24 ноември 1939 година полкът е на югоизточната граница на България, в района на Малък воден, Черешак и Борисовци. Разформирован е окончателно на 7 ноември 1939 година.

## Наименования
През годините полкът носи различни имена според претърпените реорганизации:
- Втори пехотен резервен полк (1900 – 1903)
- Двадесет и шести пехотен пернишки полк (1903 – 10 септември 1919)
- Двадесет и шести пехотен пернишки полк (11 октомври 1939 – 7 ноември 1939)

## Командири
Званията са към датата на заемане на длъжността.
| №  | звание       | име                  | дати                              |
| -- | ------------ | -------------------- | --------------------------------- |
| 1. | Подполковник | Генев                | от 1899                           |
|    | Полковник    | Стефан Петров        | от 1903                           |
|    | Полковник    | Иванов               | от 1 януари 1905                  |
|    | Подполковник | Стефан Тасев         | 1911 – 1912                       |
|    | Подполковник | Атила Зафиров        | 3 август 1909 – 11 септември 1913 |
|    | Подполковник | Климент Джеров       | от 1913                           |
|    | Подполковник | Сава Мъдров          | 1915 – 1916                       |
|    |              | Иван Шкойнов         | от 1916                           |
|    | Подполковник | Константин Георгиев  | от 1917                           |
|    |              | Михаил Донев         | от 1917                           |
|    |              | Апостол Константинов | от 1917                           |
|    |              | Сарафов              | от 1919                           |

Други командири: подполковник Ганю Атанасов